# Late Registration
Albums de Kanye West
The College Dropout
(2004) Late Orchestration
(2006)
Singles
1. Diamonds from Sierra Leone
Sortie : 31 mai 2005
2. Gold Digger
Sortie : 2 août 2005
3. Heard 'Em Say
Sortie : 8 novembre 2005
4. Touch the Sky
Sortie : 7 mars 2006
5. Drive Slow
Sortie : 6 juin 2006

Late Registration est le deuxième album studio de Kanye West, sorti le 30 août 2005.
Publié sur le label Roc-A-Fella de Jay-Z, il s'est classé directement premier aux États-Unis, avec 860 000 copies vendues la première semaine.
C'est le seul album de 2005 à avoir reçu 5 étoiles dans le magazine Rolling Stone ; il a été classé premier dans leur liste des « 50 meilleurs albums de l'année ».
Cet album a été nommé dans la catégorie « album de l'année » aux Grammy Awards 2006 et a remporté celui du « meilleur album rap de l'année ».
L'album fait partie du classement des 500 plus grands albums de tous les temps du magazine Rolling Stone en 2012 au rang n°118.

## Singles
- Le premier single, Diamonds From Sierra Leone, a remporté le Grammy Award de la « meilleure chanson rap[11] ». Cette chanson, ainsi que son remix (avec Jay-Z), parlent du conflit des diamants, qui est un fait majeur de la guerre civile de la Sierra Leone.
- Le deuxième single, Gold Digger, est devenu le second single de Kanye West à atteindre le sommet du Billboard Hot 100[12]. Il a remporté le Grammy Award de la « meilleure performance rap solo[11] ».

## Liste des titres
Toutes les chansons sont écrites et composées par Kanye West.
| No  | Titre | Contient un (des) sample(s) de | Durée |
| --- | --- | --- | ----- |
| 1.  | Wake Up Mr. West (Produit par Kanye West)                                                                   | Someone That I Used to Love de Natalie Cole | 0:41  |
| 2.  | Heard 'Em Say (featuring Adam Levine – Produit par Kanye West et Jon Brion)                                 | Candy Maker de Tommy James and the Shondells Someone That I Used to Love de Natalie Cole                                                                    | 3:23  |
| 3.  | Touch the Sky (featuring Lupe Fiasco – Produit par Just Blaze)                                              | Move on Up de Curtis Mayfield Leaving on a Jet Plane de Peter, Paul & Mary                                                                                  | 3:57  |
| 4.  | Gold Digger (featuring Jamie Foxx – Produit par Kanye West et Jon Brion)                                    | I Got a Woman de Ray Charles Another Story to Tell de Ma$e Bumpin' Bus Stop de Thunder and Lightning                                                        | 3:28  |
| 5.  | Skit #1 | | 0:33  |
| 6.  | Drive Slow (featuring Paul Wall et GLC – Produit par Kanye West)                                            | Wildflower d'Hank Crawford | 4:32  |
| 7.  | My Way Home (featuring Common – Produit par Kanye West)                                                     | Home Is Where the Hatred Is de Gil Scott-Heron | 1:43  |
| 8.  | Crack Music (featuring The Game – Produit par Kanye West et Jon Brion)                                      | It's Your Thing des Cold Grits Since You Came in My Life du New York Community Choir                                                                        | 4:31  |
| 9.  | Roses (Produit par Kanye West et Jon Brion)                                                                 | Rosie de Bill Withers | 4:05  |
| 10. | Bring Me Down (featuring Brandy – Produit par Kanye West et Jon Brion)                                      | My Life Is Loving You de Rose Banks | 3:18  |
| 11. | Addiction (Produit par Kanye West et Jon Brion)                                                             | My Funny Valentine d'Etta James | 4:27  |
| 12. | Skit #2 | | 0:31  |
| 13. | Diamonds from Sierra Leone (Remix) (featuring Jay-Z – Produit par Kanye West, Jon Brion et Devo Springstee) | | 3:53  |
| 14. | We Major (featuring Nas et Really Doe – Produit par Kanye West, Jon Brion et Warryn Campbell)               | Action d'Orange Krush | 7:28  |
| 15. | Skit #3 | | 0:24  |
| 16. | Hey Mama (Produit par Kanye West et Jon Brion)                                                              | Today Won't Come Again de Donal Leace This Little Light of Mine (Traditionnel)                                                                              | 5:05  |
| 17. | Celebration (Produit par Kanye West et Jon Brion)                                                           | Heavenly Dream des Kay-Gees | 3:18  |
| 18. | Skit #4 | | 1:18  |
| 19. | Gone (featuring Cam'ron et Consequence – Produit par Kanye West)                                            | It's Too Late d'Otis Redding Upon This Rock de Joe Farrell 1-9-9-9 de Common featuring Sadat X The Show de Doug E. Fresh, Slick Rick and The Get Fresh Crew | 6:02  |

| 20. | Diamonds from Sierra Leone (Produit par Kanye West, Jon Brion et Devo Springsteen) | Diamonds Are Forever de Shirley Bassey Ms. Jackson d'OutKast I Smoke, I Drank des Body Head Bangerz featuring Lil' Boosie et Young Bleed | 3:58 |
| 21. | Late (Morceau caché – Produit par Kanye West)                                      | | 3:50 |

| 21. | We Can Make It Better (featuring Common, Q-Tip, Talib Kweli et Rhymefest – Produit par Kanye West) | Make It Easy on Yourself des Three Degrees | 3:52 |
| 22. | Back to Basics (featuring Common – Produit par Kanye West)                                         |                                            | 1:39 |
| 23. | Late (Morceau caché – Produit par Kanye West)                                                      | I'll Erase Away Your Pain des Whatnauts    | 3:50 |

## Classements et ventes
| Classement / pays (2005),                     | Meilleure position |
| --------------------------------------------- | ------------------ |
| Australie • ARIA Charts                       | 14                 |
| Autriche                                      | 53                 |
| Belgique • Ultratop                           | 43                 |
| Canada • Canadian Albums Chart                | 1                  |
| Danemark                                      | 11                 |
| Pays-Bas • MegaCharts                         | 24                 |
| Europe • Top 100 Albums                       | 6                  |
| Finlande                                      | 18                 |
| France • SNEP                                 | 36                 |
| Allemagne • Media Control Charts              | 14                 |
| Irlande                                       | 2                  |
| Italie                                        | 65                 |
| Nouvelle-Zélande • RIANZ                      | 11                 |
| Norvège • VG-lista                            | 4                  |
| Suède • Sverigetopplistan                     | 11                 |
| Suisse • Swiss Music Charts                   | 9                  |
| États-Unis • Billboard 200                    | 1                  |
| États-Unis • Billboard Top Pop Catalog Albums | 6                  |
| États-Unis • Billboard Top R&B/Hip-Hop Albums | 1                  |
| États-Unis • Billboard Top Rap Albums         | 1                  |
| Royaume-Uni • UK Albums Chart                 | 2                  |
| Royaume-Uni • UK Hip Hop and R&B Chart        | 1                  |

| Classement (2005),                            | Meilleure position |
| --------------------------------------------- | ------------------ |
| États-Unis • Billboard 200                    | 21                 |
| États-Unis • Billboard Top R&B/Hip-Hop Albums | 11                 |
| États-Unis • Billboard Top Rap Albums         | 3                  |
| Classement (2006)                             | Meilleure position |
| États-Unis • Billboard 200                    | 71                 |
| États-Unis • Billboard Top R&B/Hip-Hop Albums | 38                 |
| États-Unis • Billboard Top Rap Albums         | 20                 |

| Pays             | Association | Certification | Ventes     |
| ---------------- | ----------- | ------------- | ---------- |
| Australie        | ARIA        | Platine       | 70 000+    |
| Canada           | CRIA        | 2 × Platine   | 200 000+   |
| Irlande          | IRMA        | Platine       | 30 000+    |
| Japon            | RIAJ        | Or            | 100 000+   |
| Nouvelle-Zélande | RIANZ       | Or            | 7 500+     |
| Royaume-Uni      | BPI         | 2 × Platine   | 600 000+   |
| États-Unis       | RIAA        | 3 × Platine   | 3 000 000+ |

### Classement et listes honorifiques
Sources : Acclaimed Music.
| Publication        | Pays          | Intitulé | Année | Rang |
| ------------------ | ------------- | --- | ----- | ---- |
| AllMusic           | États-Unis    | Top 50 des Albums de 2005                                                                                                 | 2005  | *    |
| Amazon.com         | États-Unis    | Top 100 Editors' Picks | 2005  | 12   |
| Associated Press   | États-Unis    | Top 10 de 2005 | 2005  | 2    |
| B92                | Serbie        | 25NA33 Albums de la Radio B92                                                                                             | 2005  | 12   |
| Blender            | États-Unis    | Les 50 meilleurs CD de 2005                                                                                               | 2005  | 3    |
| Dagbladet          | Norvège       | Top des albums internationaux de l'année                                                                                  | 2005  | 6    |
| Dagsavisen         | Norvège       | Årets abum Les også | 2005  | 9    |
| Expressen          | Suède         | Årets 50 bästa skivor | 2005  | 19   |
| Go-Mag             | Espagne       | Top Albums de 2005 | 2005  | 6    |
| H Magazine         | Espagne       | Liste de fin de 2005 | 2005  | *    |
| HARP               | États-Unis    | « Les 50 meilleurs albums de 2005 »(Archive.org • Wikiwix • Archive.is • Google • Que faire ?) (consulté le 7 avril 2013) | 2005  | 24   |
| HARP               | États-Unis    | Les 50 albums essentiels depuis 2001                                                                                      | 2006  | 14   |
| Iguana             | Espagne       | Meilleurs albums 2005 | 2005  | 13   |
| Monitor            | Croatie       | Najbolji albumi 2005. godine                                                                                              | 2005  | 11   |
| Musikbyrån         | Suède         | « Albums de l'année »(Archive.org • Wikiwix • Archive.is • Google • Que faire ?) (consulté le 7 avril 2013)               | 2005  | 17   |
| OOR                | Pays-Bas      | Jaarlijst Oor 2005 | 2005  | 6    |
| People             | États-Unis    | Top 10 de 2005 | 2005  | *    |
| Piccadilly Records | Royaume-Uni   | Albums de l'année | 2005  | 21   |
| Planet Sound       | Royaume-Uni   | Planet Sound Top 50 des albums et singles                                                                                 | 2005  | 14   |
| Pitchfork          | États-Unis    | Top 200 des albums des années 2000                                                                                        | 2009  | 18   |
| Pure Pop           | Mexique       | Le meilleur de 2005 (Albums, Singles et Chansons)                                                                         | 2005  | 9    |
| Q                  | Royaume-Uni   | Q Magazine's Top Records of 2005                                                                                          | 2005  | 12   |
| Rock de Lux        | Espagne       | Best of 2005 | 2005  | 2    |
| Rolling Stone      | États-Unis    | Top 50 de 2005 | 2005  | 1    |
| Spex               | Allemagne     | Le top albums 2005 des critiques                                                                                          | 2006  | 7    |
| Spin               | États-Unis    | Top 40 des albums de 2005                                                                                                 | 2005  | 1    |
| Stylus             | United States | 50 Albums de 2005 que nous aimons                                                                                         | 2005  | 6    |
| Telegraph          | Royaume-Uni   | Disques Pop de l'année 2005                                                                                               | 2005  | 4    |
| The Observer       | Royaume-Uni   | Top 100 Albums | 2005  | 7    |
| Village Voice      | États-Unis    | Pazz & Jop Dean's List | 2006  | 1    |
| URB                | États-Unis    | Albums de l'année | 2005  | *    |
| USA Today          | États-Unis    | L'album de l'année d'USA Today                                                                                            | 2005  | 1    |
| VIBE               | États-Unis    | Top 10 de 2005 | 2006  | *    |
| Zundfunk           | Allemagne     | Albums de l'année | 2005  | 5    |

(*) désigne des listes sans ordre.